# Westende Hamborn
Der SV Schwarz-Weiß Westende Hamborn ist ein Sportverein in Duisburg-Hamborn, der aus Bergbausportgemeinschaften hervorgegangen ist.

## Entstehung der Bergbau-Sportgemeinschaften
Die Entstehung der Bergbau-Sportgemeinschaften Ende der 1920er, Anfang der 1930er Jahre steht im engen Zusammenhang mit einem neuen betriebssportlichen Konzept der deutschen Eisenhütten.

„Am 24. Mai 1925 fand in Bonn eine Gemeinschaftssitzung der Fachausschüsse des Vereins Deutsche Eisenhüttenleute, dem heutigen Stahlinstitut VDEh, statt. Auf ihr wurden zum ersten Male in einem großen Rahmen Umrisse eines neuen betriebssportlichen Konzepts diskutiert.“

Nur kurze Zeit nach jener Sitzung kam es in Düsseldorf zur Gründung eines Instituts, das die Lösung dieser Aufgabe systematisch in Angriff nehmen sollte, des Deutschen Instituts für technische Arbeitsschulung (DINTA).  Das DINTA stellte sich der Aufgabe, die Ausbildung des industriellen Nachwuchses zu betreiben, vor allem unter dem Aspekt der Befreiung des Arbeiters aus der Einsamkeit seiner isolierten Teilfunktion im Herstellungsprozess, Überwindung der feindlichen Oppositionsstellung zwischen Arbeitgeber und -nehmer und der Befreiung und dem Befrieden des Arbeiters im gegenwärtigen Wirtschaftssystem. Sportliche Schulung wurde aus verschiedenen Gründen gefördert, insbesondere im Hinblick auf die allgemeine Produktivitätssteigerung.

## DINTA in Hamborn
Das DINTA-Konzept wurde von vielen Werken im Ruhrgebiet angenommen. In Hamborn waren es die Fußballklubs: SV Bergbau 1/6 Hamborn, SV Bergbau 2/5 Hamborn, SV Bergbau 4/8 Hamborn, SV Kokerei Hamborn, SV Bergbau 3/7 Hamborn und SV August Thyssen – Hütte. Für die zum Teil großzügige materielle Ausstattungen der Klubs kamen die einzelnen Betriebe auf. Von den Werken wurden Turnhallen sowie Sportplätze, -geräte und -kleidung kostenlos zur Verfügung gestellt.
Soziologische Aspekte der DINTA von
- Peter C. Bäumer: Das Deutsche Institut für technische Arbeitsschulung – 1930
- Erich Sommerfeld: Der persönliche Umgang zwischen Führung und Arbeiterschaft im deutschen industriellen Großbetrieb – 1935
- Adolf Geck: Grundfragen der betrieblichen Sozialpolitik – 1935

## SV Bergbau Hamborn
Die Anmeldung zur Teilnahme am offiziellen Spielbetrieb des Fußball-Verbandes im Sommer 1930 wurden zum offiziellen Gründungstermin des "SV Bergbau Hamborn", in dessen Nachfolge heute der "Sportverein Gelb-Weiß Hamborn e. V." und "Sportverein Schwarz-Weiß-Westende Hamborn e. V." stehen.
1932 existierten in Hamborn 34 Fußballvereine, von denen 17 einen Arbeiteranteil von über 80 % besaßen. Die Bergbauvereine waren zu der Arbeitsgemeinschaft "Sportverein Bergbau Hamborn", zu der auch der SV Kokerei Hamborn gehörte, mit insgesamt ca. 3500 Mitgliedern zusammengeschlossen worden.
Sie schlossen sich getrennt den Sportverbänden an, um in der untersten Klasse beginnend an Meisterschaftsspielen teilzunehmen. Es wurden die Sportarten Fußball, Handball, Schwerathletik, Leichtathletik, Turnen, Boxen, Ringen, Schwimmen, Gymnastik und Tennis angeboten. Eine Schach- und Segelfliegerabteilung mit eigenem Segelflugzeug vervollständigten die sportlichen Möglichkeiten.
Aus SV Bergbau 1/6 und SV Bergbau 4/8 wurde wohl 1932 Schwarz-Weiß Hamborn und aus dem in Beeck beheimateten "SV Bergbau Westende" wurde SV Westende. Im Sommer 1948 fusionierten diese beiden Vereine zum heutigen Verein SV Schwarz-Weiß Westende Hamborn e. V.

## Schwarz-Weiß Hamborn
Die eigentliche Wiege des SV Bergbau 1/6 Hamborn ist die frühere Waschkaue der Schachtanlage Friedrich Thyssen 1/6, die heutige Turnhalle Duisburger Str. 301a. Schon im Jahre 1928 fand sich eine Anzahl von Sportler und Sportlerinnen zu regelmäßigen Übungsstunden zusammen, um in der Hauptsache die Möglichkeit eines Bades im benachbarten Freibad zu genießen. Es gab immer "Gäste", die vorher an Pflichtübungen teilnehmen mussten, da nur Sportlern die kostenlose Bademöglichkeit zustand.
Der Sportplatz des SV Bergbau 4/8 Hamborn war an der Beecker Straße (Heute Autobahnkreuz Hamborn). Die Fusion von SV Bergbau 1/6 und 4/8 mit dem Standort im Bereich des 1/6 Geländes war die logische Konsequenz.

## Sportverein Westende
Die Vereinschroniken wurden während des Krieges vernichtet. Der Sportverein wurde vermutlich 1932 mit seiner Sportanlage am Rönsberghof (heute Sportstätte von Viktoria Beeck) gegründet. Die Westender Knappen schafften 1938, unter Trainer Mathias Wahl, zusammen mit Rot-Weiss Essen, den Aufstieg in die "Fußball Gauliga Niederrhein"; die seinerzeit höchste Spielklasse.
Zweimal erreichte man unter Trainer Fritz Gümblein das Achtelfinale im Deutschen Pokal (1939 und 1942) außerdem den Titel des Niederrheinmeisters in der Saison 1942/43.
Im Jahre 1944 gründeten die Mannschaften von Westende und Schwarz-Weiß Hamborn als Vereinigung Westende/Schwarz-Weiß eine Kriegsspielgemeinschaft in der Gauliga. 
Nach Kriegsende gingen der SV Westende und die SpVgg Meiderich 06 als Westende 06 eine Spielgemeinschaft ein.

## SV Schwarz-Weiß Westende
1948 wurde die Zweckmäßigkeit eines Zusammenschlusses des SV Westende und Schwarz-Weiß Hamborn zum SV Schwarz-Weiß Westende Hamborn e. V. erkannt. 
Sitz des über 2000 Mitglieder zählenden Großvereins wurde für die Fußballer und Handballer der Sportplatz an der Hufstraße sowie für die übrigen Abteilungen das Gelände der ehemaligen Schachtanlage Friedrich Thyssen 1/6. 
Bis in die 1970er Jahre war der Verein in der Leichtathletik überregional bekannt. Die Stärken der Abteilung lagen im Stabhochsprung und Hammerwurf. Einer der herausragenden Athleten und Trainer war Herbert Schmidt, der zwischen 1980 und 2002 den Weltrekord im Stabhochsprung in der Altersklasse M70 hielt. Ein weiterer bekannter Athlet war Hans Fahsl, der von 1961 bis 1963 dreimal hintereinander Deutscher Meister im Hammerwurf wurde. Erfolgreich war der Verein auch im Gewichtheben und im Boxsport. 
Einige Sportstätten verlor der Verein durch den Bau der A59.
Heute zählt der Verein in seinen Abteilungen etwa 650 Mitglieder. Am 1. Juli 1994 übernahm der Verein die Bezirkssportanlage an der Duisburger Straße einschließlich Turnhallen und das Judo/Box-Zentrum an der Buschstraße eigenverantwortlich.
Die erste Fußballmannschaft des Vereins spielt seit dem Abstieg 2013 in der Duisburger Kreisliga C.

## Persönlichkeiten
- Karl Hetzel
- Fritz Köster
- Heinrich Kreienberg
- Johannes Manthey
- Heinz Stemmer